# Aipysurus fuscus
Aipysurus fuscus là một loài rắn trong họ Rắn hổ. Loài này được Tschudi mô tả khoa học đầu tiên năm 1837.